# Kommunikationsguerilla
Kommunikationsguerilla (auch Informationsguerilla, Medienguerilla) ist eine Form des Aktivismus (oder eine Gruppe beziehungsweise Bewegung, die sich dieser Form bedient), bei der gezielt Information oder Desinformation eingesetzt wird, um Ziele zu erreichen. Dabei wird die klassische Guerilla-Taktik, die sich um möglichst effektive und punktuelle Operationen bemüht, auf den Bereich von Information und Kommunikation übertragen. Man kann die Kommunikationsguerilla auch als eine künstlerische Strategie zur Subversion von Kommunikationsstrukturen oder als kulturelle Instandbesetzung beschreiben. Verwandte Begriffe sind Adbusting und Culture Jamming.

## Konzept
Der Begriff „Kommunikations-Guerilla“ wurde 1967 vom italienischen Semiotiker Umberto Eco geprägt. Spätere Theorien der Kommunikationsguerilla berufen sich unter anderem auf Eco und Noam Chomsky („consensus without consensus“). Robert Anton Wilson spricht in diesem Zusammenhang von Guerilla-Ontologie („Operation Mindfuck“). Die Ideen der Kommunikationsguerilla sind eng verflochten mit dem Anarchismus und Situationismus, der Hackerkultur und dem Diskordianismus, auch die Spontis in den 1970er Jahren waren eine Kommunikationsguerilla. Das Credo dieser Bewegung fasst das folgende Zitat:

„Ist die beste Subversion nicht die, Codes zu entstellen, statt sie zu zerstören?“

Traditionell wird mit Hilfe der Kommunikationsguerilla-Methode versucht, etablierte Symbol-, Kommunikations- und Sozialstrukturen zu durchbrechen und Personen der Zielgruppe dazu zu bringen, zu überdenken, wem sie was glauben, und warum. Eine andere Form (auch Informationsguerilla genannt) ist das Bestreben, (Selbst-)Zensur und Gleichschaltung zu untergraben, indem ein für alle zugängliches Medium geboten wird, wie es zum Beispiel Indymedia und die Wikipedia tun (siehe Gegenöffentlichkeit). Zum Teil wird die Methode der Kommunikationsguerilla aber auch als Mittel der Agitprop verwendet, um politische beziehungsweise ideologische Inhalte zu verbreiten oder zu entlarven.
Ein typisches Beispiel einer Kommunikationsguerilla ist die Barbie Liberation Organization, die 1993 Computerchips in sprechenden Barbie-Puppen mit denen der sprechenden Kriegsspielzeug-Puppe GI Joe vertauschte und die Puppen danach zurück in den Handel brachte, sodass nun Barbie militärische Kommandos und GI Joe Ich will mit dir shoppen gehen von sich gaben. Auch die Gruppe Adbusters ist hier erwähnenswert, die sich ebenfalls dem Kampf gegen die Konsumgesellschaft widmet, jedoch auf konventionelleren, legalen Wegen.
In Italien gelang es fünf Aktivisten aus Bologna unter dem Pseudonym Luther Blissett von 1994 bis 1999 eine ganze Serie von erfundenen und falschen Geschichten in den Medien zu lancieren.
Im deutschsprachigen Raum sind vor allem die Hedonistische Internationale, das Peng Collective und das Zentrum für politische Schönheit erwähnenswert. In den 1980er Jahren war das Berliner Büro für ungewöhnliche Maßnahmen in dem Bereich aktiv, und sein Vorgänger, FDGÖ, das mit vielen Mitteln der Kommunikationsguerilla arbeitete.
Weitere Beispiele sind etwa verstecktes Theater, Soundeffekte oder Dia-, Film- oder Videoprojektionen im öffentlichen Raum, Formen des Videoaktivismus, die Piratensender oder die Entstellung und Verfremdung von Logos und Werbebotschaften. Es kommen häufig künstlerische und parodistische Mittel zum Einsatz.
Als Strategie findet man neben offen geäußerter Kritik häufig scheinbare Affirmation, die bis zur Überidentifikation gehen kann: Was eigentlich kritisiert wird, wird stattdessen (überzogen) selber vertreten (Ironie); Ästhetik, Wortwahl oder Auftreten kritisierter Organisationen übernommen und verfremdet. Auch dadaistische Bearbeitung von Schlagwörtern, Texten oder Bildern und Zeichen kommt vor. Dabei werden Erwartungshaltungen und eingeübter Gehorsam vor Autoritäten genauso genutzt wie klassische Methoden des Marketing – nur für einen entgegengesetzten Zweck.

## Methoden und Techniken

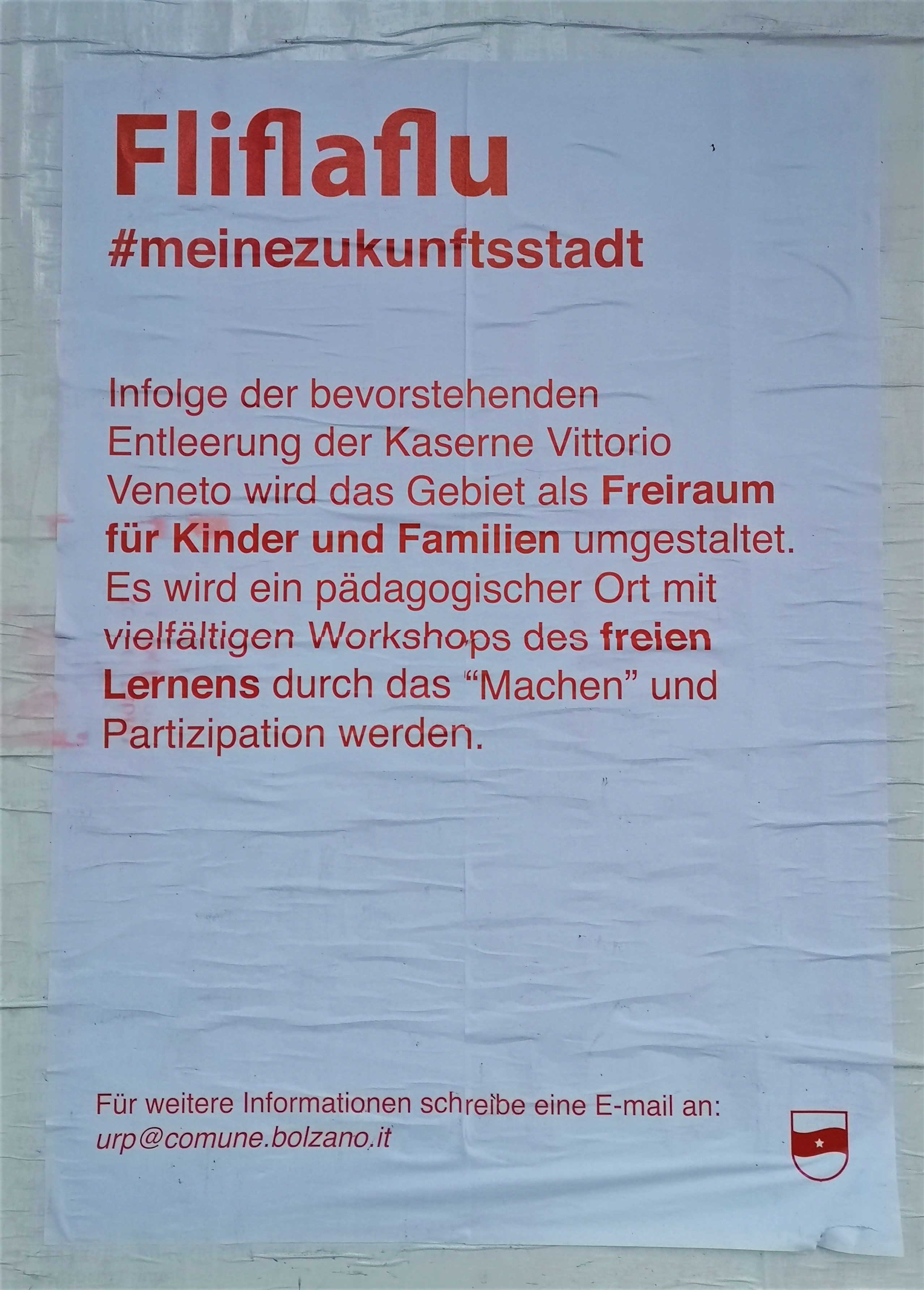
Kommunikationsguerilla am Beispiel eines Fliflaflu-Plakats in Bozen, das eine angebliche urbane Umwidmung von Militärarealen in Aussicht stellt und sich der kommunalen E-Mail-Adresse und des leicht modifizierten Bozner Stadtwappens bedient (2020)

Die Methoden der Kommunikationsguerilla wollen die Kulturelle Grammatik instrumentalisieren oder umdrehen und mit abweichendem Inhalt füllen. Ihre Akteure bedienen sich dazu Multipler Namen, imaginärer Personen oder kollektiver Mythen.
Die Camouflage dient dazu, Ziele und Praktiken der Kommunikationsguerilla mit einer Verkleidung zu verschleiern, die die herrschenden Ausdrucks- und Sprachmittel imitiert, um subversive Inhalte zu transportieren.
Mit Collage und Montage wird versucht, selbstverständliche Wahrnehmungsmuster der Realität durcheinanderzubringen und damit Verunsicherung zu schaffen (Beispiel: Dadaismus).
Die Methode Entwendung und Umdeutung bezweckt, vertraute Begriffe und Bilder aus ihrem gewohnten Zusammenhang zu reißen und in einen neuen, meist den bisherigen Begriff kritisierenden Kontext zu stellen und damit umzudeuten.
Die Erfindung falscher Tatsachen zur Schaffung wahrer Ereignisse dient dazu, die Mechanismen, die den Medien und der Politik zur Herstellung von Wirklichkeit dienen, offenzulegen und zu kritisieren. Das Nachahmen und Fälschen (englisch: Fake) ist eine Methode, die ihre Wirkung durch die Vereinigung von Erfindung, Verfremdung, Übertreibung und Imitation erhält. Damit kann eine Zeit lang unentdeckt fremde Macht angeeignet und in ihrem Namen ausgeübt werden.
Subversive Affirmation schafft Distanz zu den vorgestellten Aussagen, indem sie diese übertreibt und durch die vordergründige, übertriebene Bestätigung in ihr Gegenteil verwandelt.
Überidentifizierung bedeutet, sich innerhalb der Logik der herrschenden Ordnung zu stellen und diese am verwundbarsten Ort, dem Zentrum, anzugreifen.
Mit Verfremdung in einen Kommunikationsprozess eingreifen bedeutet, den normalen, erwarteten Ablauf zu stören und zu verwirren. Damit soll bei Akteuren und Zuschauern Distanz zu den vertrauten Verhältnissen geschaffen werden, um deren Normalität in Frage zu stellen.

## Agitation
Die Methoden der Kommunikationsguerilla werden häufig von Gruppen aus dem anarchistischen und autonomen Bereich genutzt. Dabei macht man sich unter anderem den Umstand zunutze, dass Informationen vollkommen anders gewertet werden, sobald sie in einen anderen Kontext gestellt werden. In diesem Sinne wird versucht, herrschende Codes „nicht zu zerstören“, sondern den eigenen Zielen gemäß zu benutzen:
Ob ein Artikel, Flugblatt oder Brief von einer Privatperson oder einem bedeutenden Politiker, einer Partei oder Organisation gesendet wird, ändert oftmals die gesamte Wirkung eines Schriftstückes (siehe auch Ethos). So ist eine Taktik der Kommunikationsguerilla die illegitime Einnahme von wirksamen Sprecherpositionen. Es werden gezielt Fehlinformationen unter falschem Namen in Umlauf gebracht. So kann die Glaubwürdigkeit oder Anerkanntheit einer Institution oder Person benutzt werden, um den unter ihrem Namen veröffentlichten eigenen Informationen Gehör zu verschaffen, oder man unternimmt zugleich den Versuch, diese Sprecher-Person zu diskreditieren und deren Stand zu schwächen, sie in die Defensive zu treiben.
Ein weiterer Aspekt ist die Herstellung von Irritation und Verwirrung. So wird sich beispielsweise mit politischen Zielen der Gegenseite überidentifiziert, und ihre Ziele werden unter ihrem Namen satirisch in übertriebener Version dargestellt, zum Beispiel durch „Jubeldemos“ für (mehr) Krieg, Zensur (oder Kapitalismus und Konsum). Dem Empfänger wird bewusst ein verzerrtes Bild der Ziele dargestellt.
Viele solcher Aktivitäten der Kommunikationsguerilla sind als illegal einzustufen, da oft der Tatbestand der Urkundenfälschung anzunehmen ist. Zumeist können die Verbreiter belangt werden, weil sie falsche Briefköpfe oder gefälschte Unterschriften genutzt haben, um die Authentizität des Dokumentes vorzutäuschen, so dass man sie erwischen und personell zuordnen kann.
Andere Beispiele sind direkte Aktionen mit dem Ziel, die eingespielten Verfahrensweisen beim politischen Gegner – sei es ein Politiker bei einer Veranstaltung, eine Institution wie die Justiz oder ein Unternehmen – in Frage zu stellen. So kann zum Beispiel durch permanentes lautes Klatschen oder Jubeln während einer Rede der Ablauf nachhaltiger gestört werden als durch offensichtliche Störrufe, deren Urheber vom Saalschutz meist schnell entfernt werden. So wurden zum Beispiel während der Studentenproteste im Winter 2003/2004 in Berlin zum Teil Einsatzkräfte der Polizei von einer in Anzügen gekleideten Gruppe begleitet, die die Polizisten anfeuerte, zum „Durchgreifen“ aufforderte und Slogans wie „Nuklearer Erstschlag“ skandierten.
Gerade im Internet können Kommunikationsguerilla-Techniken einfach angewendet werden. Manchmal, wenn zum Beispiel ein Mitglied einer Minderheit kulturspezifische Besonderheiten überbetont und Konfliktthemen öffentlich aggressiv angeht, so dass dieses Mitglied seiner „Fraktion“ bestenfalls einen Bärendienst erweisen würde, ist Skepsis angebracht. Vielfach kann eine überemotionale, propagandistische oder falsche/verzerrende Darstellung nicht mit rationalen Mitteln nachvollzogen werden und überzogenes Mitteilungsbedürfnis und Konfliktsuche sind unzureichende Erklärungen. Solches Verhalten ist in sozialen Netzwerken wie „YouTube“ und einigen Foren häufig anzutreffen, besonders wenn man nach strittigen Themen sucht, die für ideologische Färbungen offenstehen.

## Medienguerilla
Der Begriff Medienguerilla wird oft synonym mit Kommunikationsguerilla verwendet, wobei sich Medienguerilla eher auf eine Form dieser Taktik bezieht, die sich moderner Massenmedien bedient. Die „klassische“ Kommunikationsguerilla hingegen setzt vor allem auf den unmittelbaren persönlichen Kontakt. Im Internet verschwimmt diese Grenze jedoch wieder, weil hier der Unterschied zwischen öffentlicher und privater Kommunikation nicht mehr klar ist.
Der Ansatz der Medienguerilla ist es, Medien und Begriffe zu kapern, um subversive Gedanken zu verbreiten oder Verwirrung zu stiften. Meist ist damit nicht eine buchstäbliche Übernahme eines Mediums gemeint, wie etwa Webpage-Defacement oder Piratensender, sondern vielmehr der kreative Missbrauch etablierter Kommunikationsstrukturen aller Art. Inzwischen werden Methoden und Ästhetik der Kommunikationsguerilla auch in der Werbung zur Vermarktung von Produkten (Guerilla-Marketing) benutzt (Rekuperation).
Die mit dem Guerillawort in Verbindung gesetzten Schlagwörter einer asymmetrischen beziehungsweise dezentralen „Kriegsführung“ (Propaganda), löst sich im Internet teilweise auf. Ein Beispiel hierfür ist die von der Give Israel Your United Support (GIYUS) verbreitete Kommunikationsguerillasoftware Megaphone Desktop Tool, die Stimmen der Einzelnen zentral koordiniert, zu Medienereignissen wie Abstimmungen oder politischen Artikeln hinführt und eine Handlungsvorgabe im Sinne der Betreiber vorschlägt oder teilweise selbstständig ausführt. Somit wird die Medienpolitische Aktion zu einer Massenaktion, wobei trotzdem das zufällig wirkende Stimmgewicht der Individuen erhalten bleibt und die Illusion eines objektiven Meinungsbildes gewahrt wird.